# Явненская академия
Явненская академия (англ. academy at Jabneh) — в древнем городе Явне (Jabneh; Jebnâ) собрание еврейских книжников («мудрецов и учителей»), обучавших молодёжь закону. Считается местом канонизации отдельных библейских ветхозаветных книг и где Ветхий Завет получил свою окончательную форму (так называемый «Ямнийский канон»). Самая известная из Палестинских талмудических академий.
Во время войны иудеев с римлянами город Явне был завоёван Веспасианом, но отдан в ведение еврейского патриарха Иоханана бен Заккай для учреждения там академии. Она получила название «Виноградник в Явне» (Керем Явне) и часто упоминается в Талмуде. Другие названия — академия в Явне; академия в Ямнии (по названию города римлянами); Ямнинская академия; Ямнинский виноградник; Явнинская академия.
Один из «мудрецов Явне» — таннай II столетия Иуда бен-Баба — перед своей смертью совершил обряд «рукоположения» для пяти учёных из Явненской академии. «Он выбрал уединённое место между двумя большими городами, двумя высокими горами, посередине между Ушей и Шафареамом, и рукоположил там пять старцев: р. Меира, р. Иуду, р. Иосе, р. Шимона и р. Элеазара бен-Шамуа. Когда он заметил приближение римлян, он велел ученикам разбежаться», а сам остался «пред врагом, как неподвижный камень». И ЕЭБЕ продолжает: «в него вонзили 300 копий и уподобили его труп решету». Позднее Иуда бен-Баба был причислен к «десяти святым мученикам».